# Straßberg (Badenia-Wirtembergia)

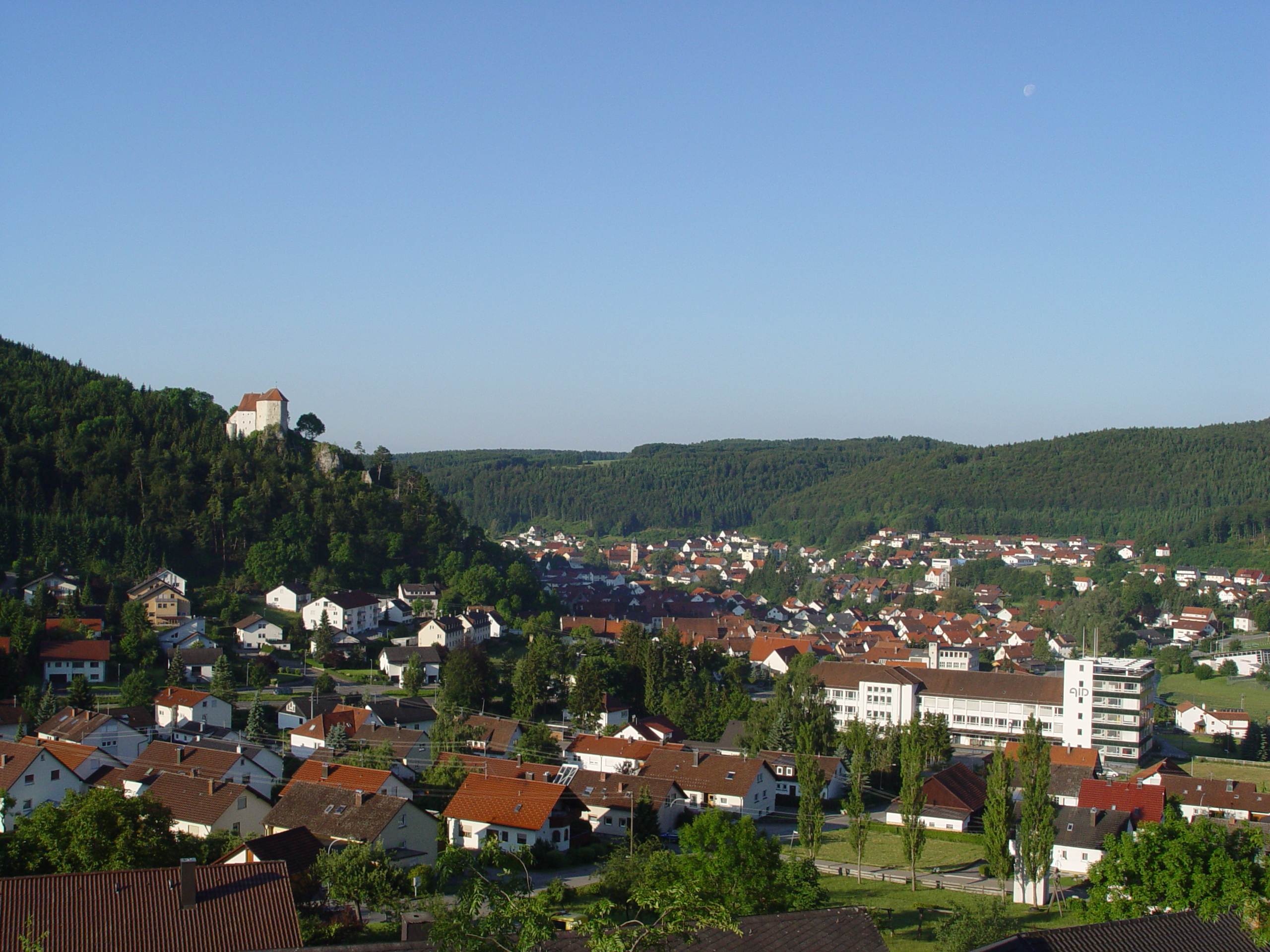
Straßberg

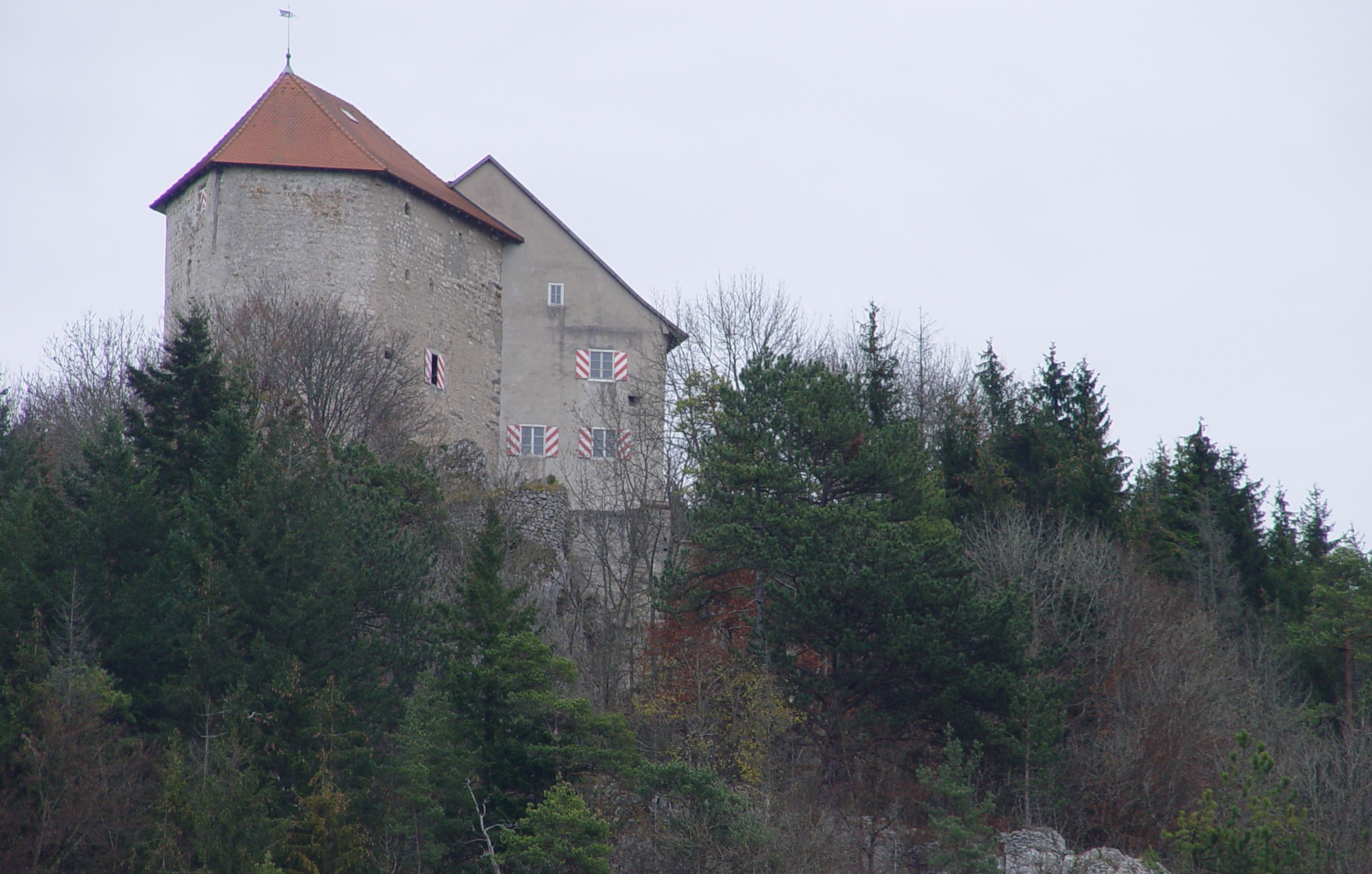
Zamek Straßberg

Straßberg – miejscowość i gmina w Niemczech, w kraju związkowym Badenia-Wirtembergia, w rejencji Tybinga, w regionie Neckar-Alb, w powiecie Zollernalb, wchodzi w skład wspólnoty administracyjnej Winterlingen. Leży w Jurze Szwabskiej, ok. 20 km na południowy wschód od Balingen, nad rzeką Schmiecha, przy drodze krajowej B463. 